# Proteovité
Proteovité (Proteaceae) je čeleď vyšších dvouděložných rostlin z řádu proteotvaré (Proteales). Jsou to dřeviny s jednoduchými a převážně střídavými listy a květy uspořádanými často v nápadných květenstvích. Vyskytují se v počtu asi 1700 druhů zejména v tropech a subtropech jižní polokoule.

## Popis
Zástupci proteovitých jsou keře a stromy s převážně střídavými (výjimečně vstřícnými nebo přeslenitými) jednoduchými listy bez palistů. Listy jsou většinou tuhé, kožovité, celokrajné nebo na okraji pilovité či ostnité, s celistvou nebo různým způsobem členěnou čepelí.
Květy jsou nejčastěji oboupohlavné, pravidelné nebo souměrné, uspořádané v květenstvích.
Květenství jsou nejčastěji úžlabní nebo vyrůstají na kmenech či starším dřevě (kauliflorie), řidčeji vrcholová. Jedná se o okolíky, hrozny nebo klasy připomínající šištice. Listeny podepírající květy jsou u většiny zástupců drobné a často brzy opadavé, u některých zástupců s klasovitými květenstvími jsou velké a nápadné.
Okvětí je složeno ze 4 (3 nebo 5) volných nebo častěji srostlých plátků, případně je 1 plátek volný a 3 srostlé. Tyčinky jsou 4, obvykle volné a přirůstající k okvětním plátkům. Semeník je svrchní, tvořený jediným plodolistem. Obsahuje 1, 2 nebo více vajíček. Plodem je měchýřek, oříšek, nažka, samara nebo peckovice. Semena jsou obvykle bez endospermu.

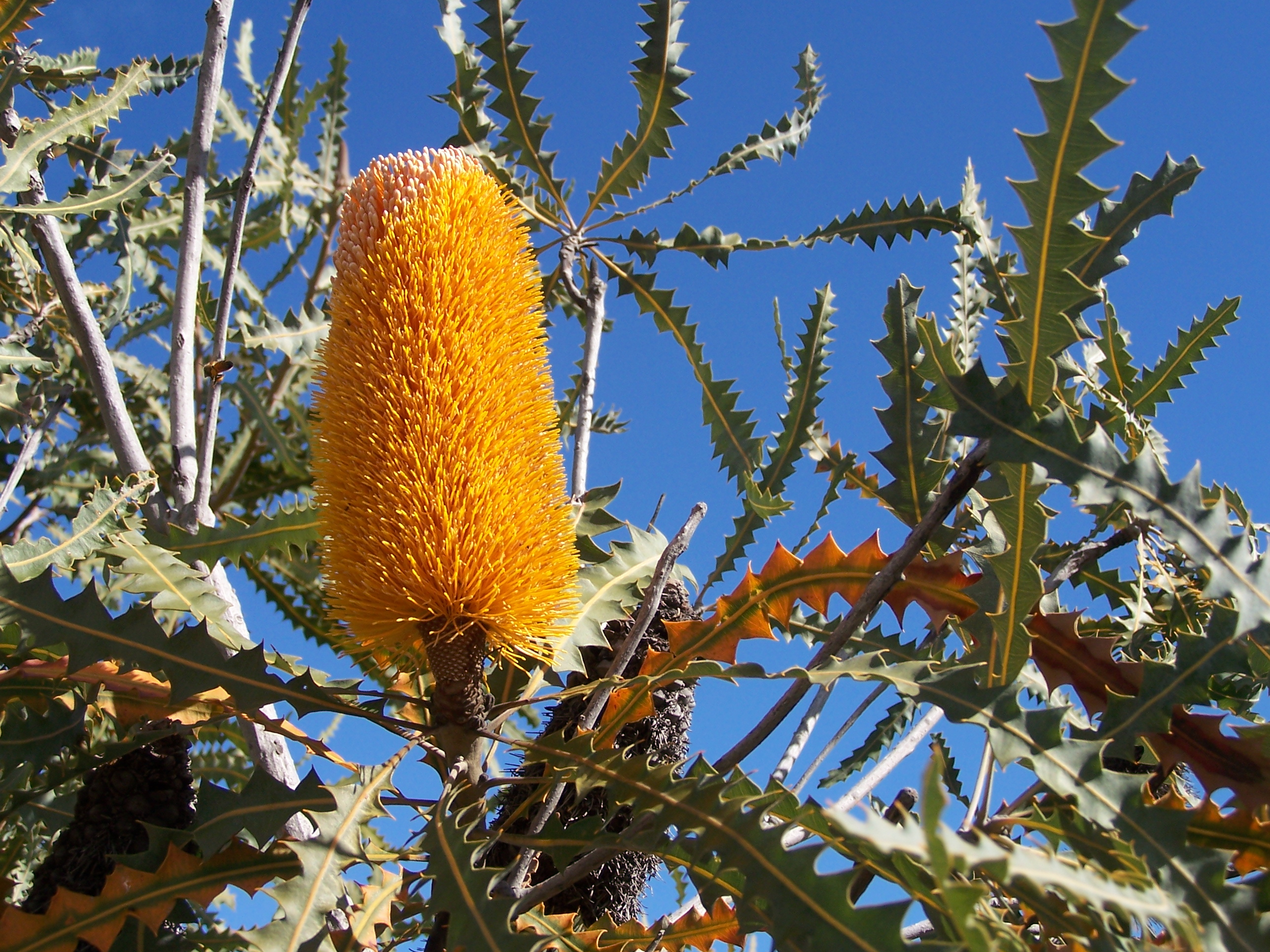
Banksia anshbyi
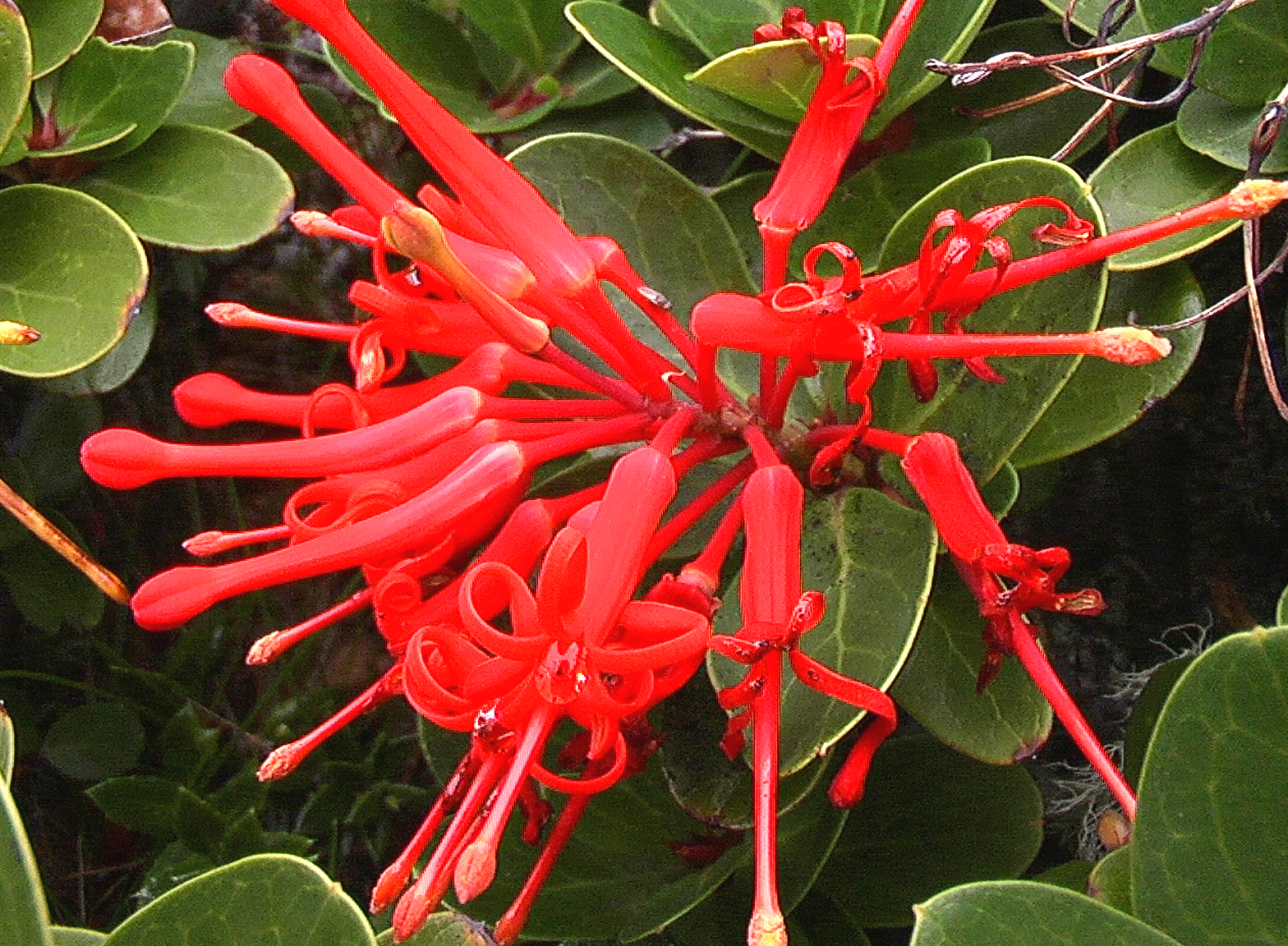
Embothrium coccineum
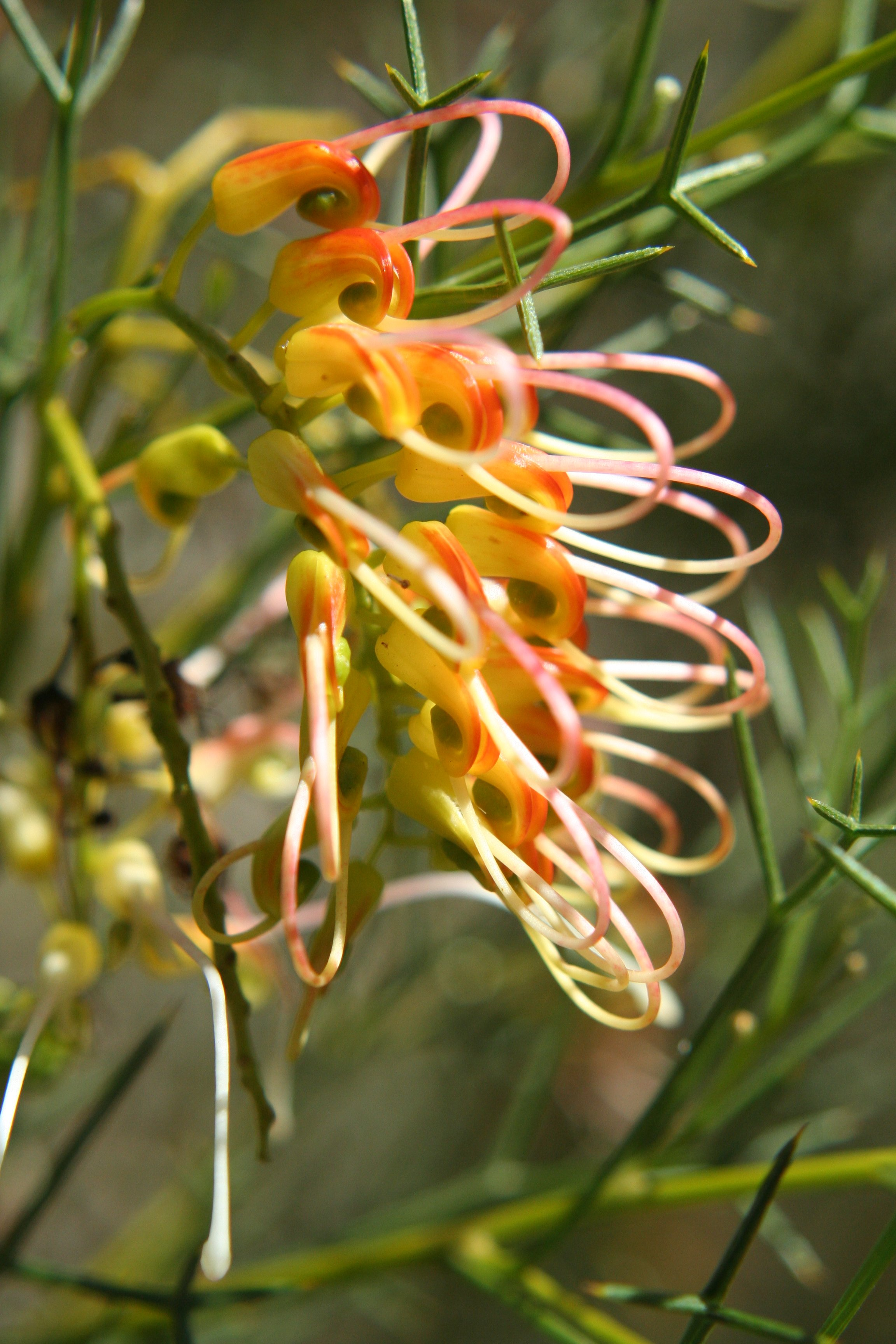
Grevillea dielsiana

## Rozšíření
Proteovité jsou velká čeleď zahrnující asi 80 rodů a 1700 druhů. Je rozšířena v tropech a subtropech především jižní polokoule, centrum diverzity je v Austrálii (asi 750 druhů zejména v západní části kontinentu) a jižní Africe (asi 350 druhů včetně Madagaskaru). Dalšími oblastmi výskytu jsou Střední a Jižní Amerika (90 druhů), Nová Kaledonie (50 druhů), Asie od Indie po Japonsko, Indonésii a Novou Guineu, Fidži, Nový Zéland a Vanuatu.
Téměř všechny rody této čeledi jsou svým rozšířením vázány na jediný kontinent. Výjimku tvoří rody Lomatia, Orites, Oreocallis a Gevuina, které se disjunktně vyskytují v Jižní Americe a v australské oblasti. Rod Helicia roste v Asii i v Austrálii.
V Austrálii a jižní Africe rostou proteovité zejména na suchých stanovištích s kyselejší a chudší půdou. Naproti tomu v Malajsii roste většina druhů v podrostu tropických deštných lesů, pouze některé druhy na suchých savanách. Vyskytují se v nadmořských výškách do 2400 metrů, řidčeji výše (Helicia).

## Ekologické interakce
Květy proteovitých obsahují nektar a jsou navštěvovány zejména hmyzem (včely, motýli), ptáky a stromovými savci. Plody bývají poměrně těžké. Semena některých druhů jsou šířena zvířaty, křídlatá semena některých druhů (Banksia dentata, Stenocarpus aj.) jsou šířena větrem. Druhy suchých oblastí bývají přizpůsobeny pravidelným požárům.

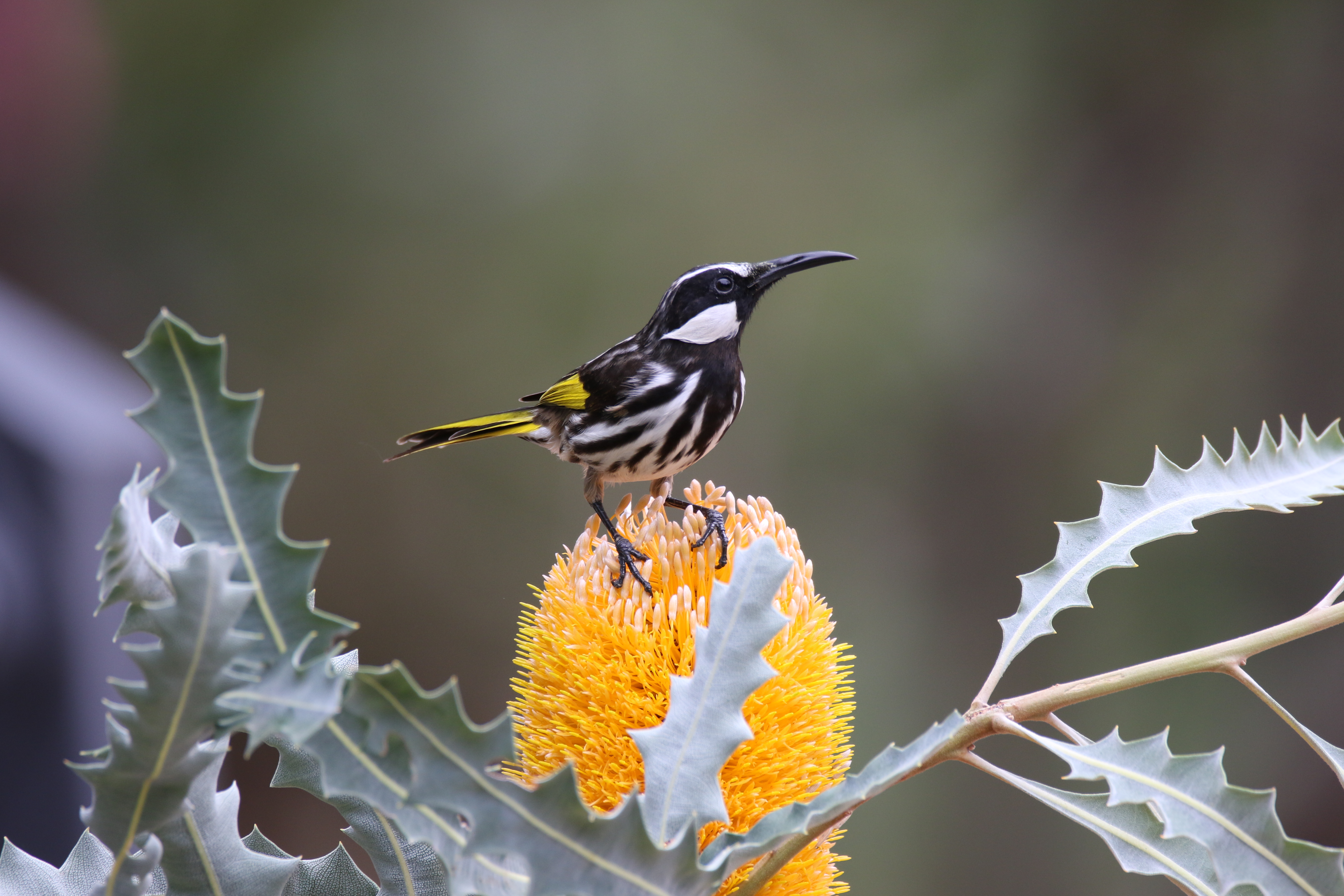
Medosavka žlutokřídlá na květenství banksie

## Taxonomie
V Cronquistově systému byly proteovité řazeny společně s čeledí hlošinovité (Elaeagnaceae) do řádu Proteales podtřídy Rosidae. Systém APG řadí proteovité společně s čeleděmi platanovité (Platanaceae) a lotosovité (Nelumbonaceae) do řádu Proteales, který je umístěn mezi bazální větve pravých dvouděložných rostlin (Eudicots).
Čeleď je rozdělována do 5 podčeledí: Bellendenoideae, Persoonioideae, Grevilleoideae, Symphionematoideae a Proteoideae.

## Zástupci
- banksie (Banksia)
- bělosemenka (Leucospermum)
- bělostrom (Leucadendron)
- gevuina (Gevuina)
- grevilea (Grevillea)
- hakea (Hakea)
- isopogon (Isopogon)
- kalokeř (Embothrium)
- lambercie (Lambertia)
- lomácie (Lomatia)
- makadamie (Macadamia)
- podhol (Knightia)
- ponor (Oreocallis)
- protea (Protea)
- telopea (Telopea)
- úzkoplodec (Stenocarpus)[4][5]

## Seznam rodů
Acidonia, Adenanthos, Agastachys, Alloxylon, Athertonia, Aulax, Austromuellera, Banksia, Beauprea, Beaupreopsis, Bellendena, Bleasdalea, Brabejum, Buckinghamia, Cardwellia, Carnarvonia, Catalepidia, Cenarrhenes, Conospermum, Darlingia, Diastella, Dilobeia, Eidothea, Embothrium, Euplassa, Faurea, Finschia, Floydia, Franklandia, Garnieria, Gevuina, Grevillea, Hakea, Helicia, Heliciopsis, Hicksbeachia, Hollandaea, Isopogon, Kermadecia, Knightia (včetně Eucarpha), Lambertia, Lasjia, Leucadendron, Leucospermum, Lomatia, Macadamia, Malagasia, Megahertzia, Mimetes, Musgravea, Neorites, Nothorites, Opisthiolepis, Oreocallis, Orites, Orothamnus, Panopsis, Paranomus, Persoonia, Petrophile, Placospermum, Protea, Pycnonia, Roupala, Serruria, Sleumerodendron, Sorocephalus, Spatalla, Sphalmium, Stenocarpus, Stirlingia, Strangea, Symphionema, Synaphea, Telopea, Toronia, Triunia, Turrillia, Vexatorella, Virotia, Xylomelum